# شیربت
شیربُت یا شب‌بوت یا شابوت یا شبوط (نام علمی: Barbus grypus) گونه‌ای ماهی آب شیرین از تیرهٔ کپورماهیان، سردهٔ ریشک‌دارها (Barbus) است که در حوزهٔ رودخانه‌های دجله و فرات در خاورمیانه به فراوانی یافت می‌شود. این کپورماهی در رودخانه‌های متعددی در ایران وجود دارد. از جمله رود‌هایی که بیشترین فراوانی این گونه را دارند می‌توان به کارون به‌ویژه در محدودهٔ شهری گُتوند و شوشتر و دزفول و رودخانهٔ سیمره در استان ایلام اشاره کرد و از جملهٔ ماهیان شکارشده برای منظورهای اقتصادی است. نام‌های دیگر شیربت عبارت اند از رومی و سرخه.

## توصیف ظاهری
شیربت دارای دو جفت سبیلک، خارهای قوی صاف در باله پشتی، و کمتر از ۴۴ فلس بر روی خط جانبی خود است. باله پشتی آن دارای ۴ شعاع غیرمنشعب و ۷–۹ شعاع منشعب است. خط جانبی ۳۴–۴۴ فلس است. فرمول دندانی فک ۲٫۳٫۵۲٫۳٫۵ است.